# Cérvol mesquer fosc
El cérvol mesquer fosc (Moschus fuscus) és una espècie d'artiodàctil de la família dels cérvols mesquers. Viu a Bhutan, l'Índia, Myanmar, el Nepal i la Xina.